# Parc Montmorency
Der Parc Montmorency ist ein Park in der kanadischen Stadt Québec. Er befindet sich an der Côte de la Montagne am östlichen Rand der historischen Oberstadt. Der Park war einst Standort des Bischofspalastes sowie zweier Parlamentsgebäude, die beide durch Brände zerstört wurden. In seiner heutigen Form besteht der Park seit 1898 und ist seit 1966 als nationale historische Stätte eingestuft.

## Geschichte
Das Grundstück unmittelbar über dem steilen Felshang von Cap Diamant war ab 1616 im Besitz des franziskanischen Récollet-Ordens. 1688 wurde es an Jean-Baptiste de la Croix Chevrière de Saint-Vallier, den zweiten Bischof von Québec, verkauft. Dort ließ er zwischen 1693 und 1695 einen Bischofspalast errichten. Während der Belagerung von Québec im Jahr 1759 wurde das Gebäude durch britischen Artilleriebeschuss beschädigt, sieben Jahre später setzte man es wieder instand.
Generalgouverneur Guy Carleton schloss 1777 einen langfristigen Mietvertrag mit dem Bischof ab, um den Bischofspalast als Regierungssitz zu nutzen, da es das einzige Gebäude der Stadt mit einem ausreichend großen Saal für repräsentative Zwecke war. Am 17. Dezember 1792 tagte die Legislativversammlung von Niederkanada in der umgebauten Kapelle des Bischofspalastes. Ab etwa 1815 wies das Gebäude deutliche Zerfallserscheinungen auf. Die Regierung kaufte es 1830 dem Erzbistum ab und ließ es ab 1831 durch einen Neubau nach Plänen des Architekten Thomas Baillairgé ersetzen. Die erste Parlamentssitzung im neuen Gebäude fand am 7. Januar 1834 statt.
Die Vereinigung Nieder- und Oberkanadas zur Provinz Kanada im Jahr 1841 hatte zur Folge, dass der Regierungssitz mehrmals wechselte. Québec hatte diesen Status ab 1852 inne. Am 1. Februar 1854 brannte das Parlamentsgebäude nieder und die Abgeordneten wichen auf die Musikakademie aus. Ein Jahr später wurde der Regierungssitz nach Toronto verlegt. Ab 1859 war Québec erneut Hauptstadt und am Standort des abgebrannten Parlamentsgebäudes entstand ein neues, das zusätzlich als Postamt diente. 1866 verlor Québec seinen Status als Bundeshauptstadt endgültig an Ottawa. 1883 brannte auch das zweite Parlamentsgebäude nieder. Das Gelände lag über ein Jahrzehnt lang brach. Es wurde 1898 auf Initiative von Simon-Napoléon Parent zu einem öffentlichen Park umgestaltet.

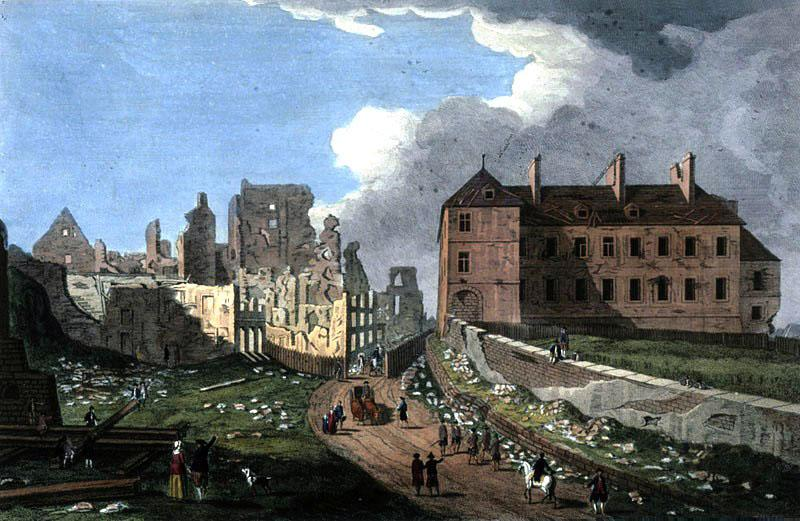
Bischofspalast und Ruinen nach der Eroberung (1759)
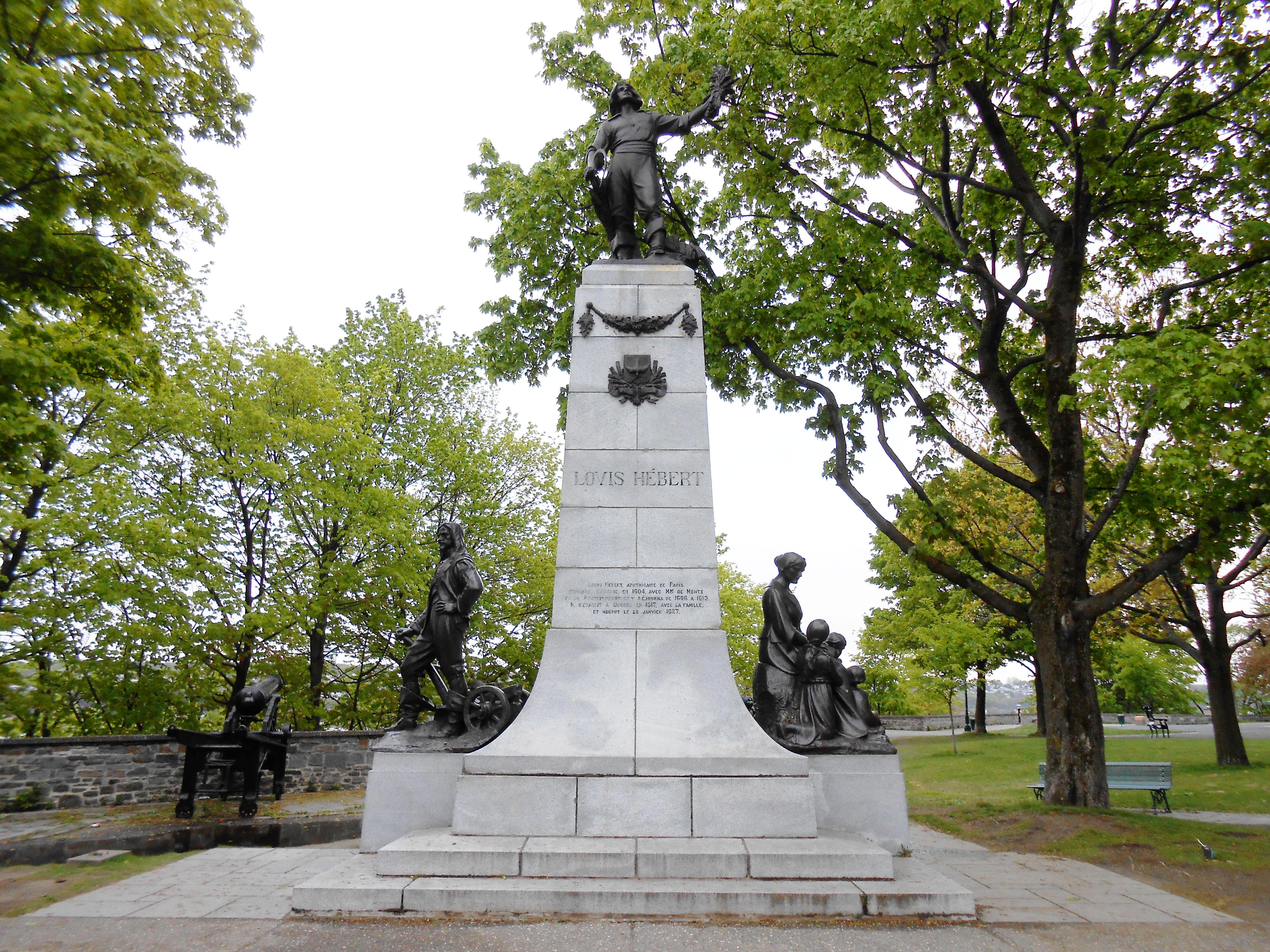
Statue von Louis Hébert
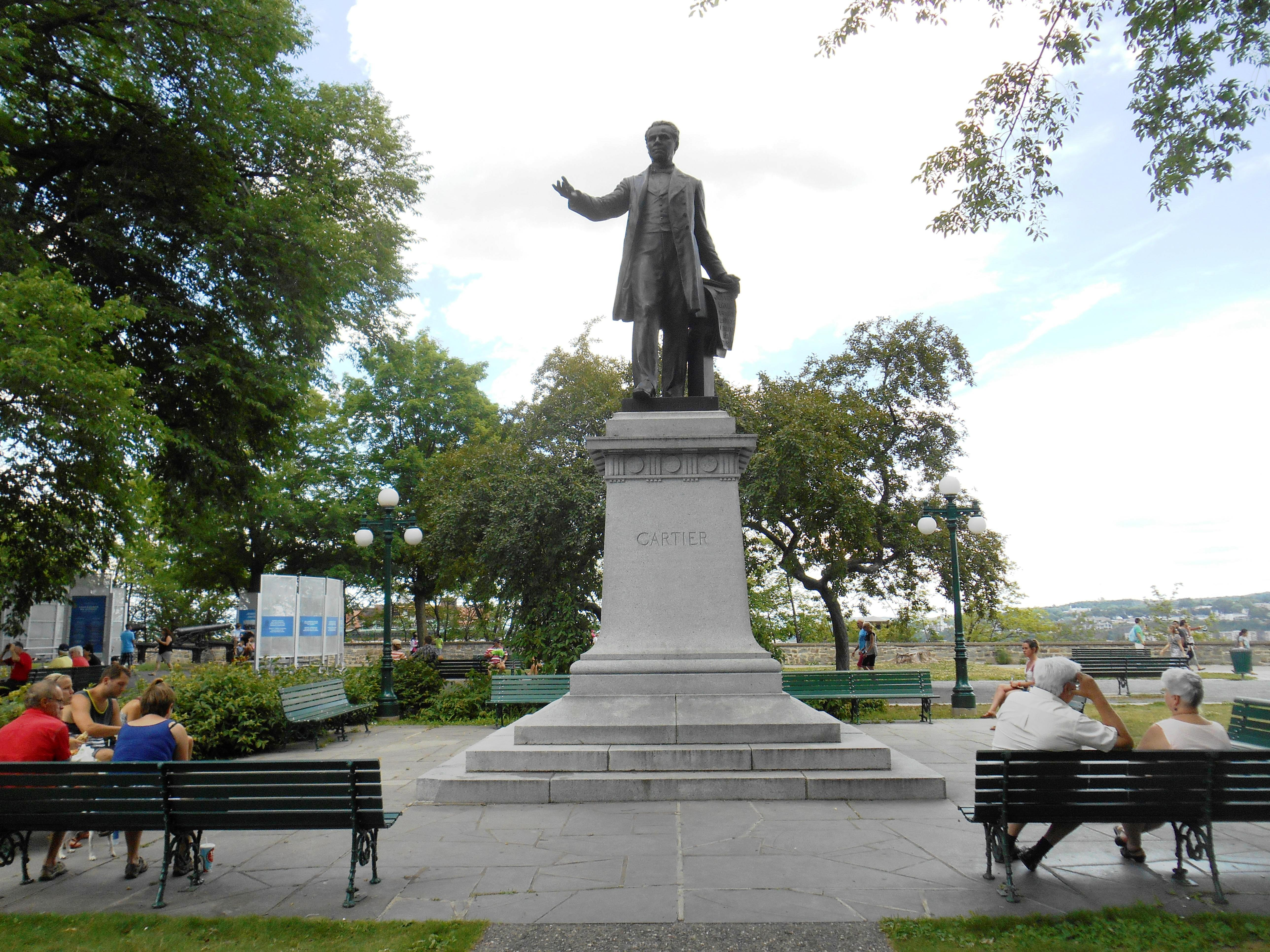
Statue von George-Étienne Cartier

## Beschreibung
Die Parkanlage weist eine Dreiecksform auf, begrenzt durch den Steilhang im Osten, die Rue Port-Dauphin im Nordwesten und die Côte de la Montagne im Süden. Über die letztgenannte Straße, unmittelbar an den Park angrenzend, spannt sich das rekonstruierte Stadttor Porte Prescott, ein Bestandteil der Stadtmauern von Québec. Von den früheren Gebäuden ist nichts erhalten geblieben.
Zwei Statuen schmücken den Park. 1920 schuf George William Hill ein Denkmal zu Ehren von George-Étienne Cartier, einem der Väter der Konföderation. Die zwei Meter hohe Bronzeskulptur zeigt Cartier als Redner, auf dem Sockel sind Ausschnitte aus seinen Reden zu lesen. Das zweite Kunstwerk stammt von Alfred Laliberté. Es stellt Louis Hébert dar, den ersten Siedler in Québec, der in unmittelbarer Nachbarschaft des Parks gelebt hatte. Die Bronzestatue zeigt Hébert, wie er ein Büschel Weizenähren hochstreckt; Nebenfiguren am Fuße des Sockels stellen seine Ehefrau, seine drei Kinder und seinen Schwager Guillaume Couillard dar. Ursprünglich stand die Statue seit 1918 vor dem Hôtel de Ville und wurde 1971 in den Parc Montmorency verlegt.